# Južnokavkaška železnica
Južnokavkaška železnica (armensko Հարավկովկասյան երկաթուղի, rusko Южно-Кавказская железная дорога) je železniški operater v Armeniji v lasti Ruskih železnic.

## Glavni podatki
Vlada Armenije je 13. februarja 2008 podpisala sporazum o prenosu 100 % državnega podjetja Armenske železnice na Ruske železnice. Po pogodbi je koncesijska doba 30 let, z možnostjo podaljšanja še za 10 let po dogovoru strank. V skladu s pogoji razpisa so obstoječe delavce (4300 ljudi), razen tistih v starosti za upokojitev, premestili med osebje Južnokavkaške železnice z zvišanjem plače do 20 %.

## Linije
Južnokavkaška železnica trenutno izvaja naslednje storitve:
1. hitri/spalni vlak Armenija–Gruzija: od Erevana do Tbilisija/Batumija skozi Gjumri in Vanadzor[3][4]
2. Erevan–Mjasnikjan (postaja Araks)–Gjumri – 3 povezave na dan plus 1 dodatna kratka vožnja do Mjasnikjana, ter hitri vlak ob vikendih. Na nadaljevanju proge iz Gjumrija v Artik, Pemzašen in Maralik se potniški promet ne izvaja od leta 2013, tovornemu prometu namenjena proga pa se odcepi v Armavirju (postaja pred Araksom) do elektrarne Mecamor.
3. Erevan–Ararat–Jeraskh – 1 povezava na dan.
4. Le poletna linija iz Erevana do Hrazdana, Sevana in Šorže[5] (odcep od Hrazdana do Dilidžana skozi 8 km dolg predor Meghradzor-Fioletovo se ne uporablja od leta 2012,[6] naprej do Idževana pa od leta 1992[7])

Slednjo progo vse leto uporabljajo tovorni vlaki, ki vozijo onkraj Šorže za prevoz zlate rude iz rudnika Sotk tik za Vardenisom nazaj preko zahodne obvozne tovorne železniške proge Erevana do rafinerije v Araratu (kot tudi vlaki, ki oskrbujejo tovarno cementa Hrazdan, ki je 5 km navzgor za odcepom proti Dilidžanu). Obstaja tudi povezava z podzemno železnico v Erevanu v remizi Čarbakh prek tira Karmir Blur.

## Mednarodne povezave
- Azerbajdžan – zaprta – ista tirna širina
- Gruzija – odprta – ista tirna širina
- Iran – skozi azerbajdžansko eksklavo Nahičevan – zaprta – sprememba tirne širine na 1520 mm
- Turčija – Akhurjan/Doğukapı, zaprta od 1993 – sprememba tirne širine na 1520 mm